# Monique B. Tardif
Pour l’article homonyme, voir Tardif.
Monique Bernatchez Tardif B.A., née le 8 janvier 1936 et morte le 2 octobre 2016, est une administratrice et femme politique fédérale du Québec.

## Biographie
Née à Québec, Monique Tardif devint députée du Parti progressiste-conservateur du Canada dans la circonscription fédérale de  Charlesbourg en 1984. Réélue en 1988, elle fut défaite par le bloquiste Jean-Marc Jacob en 1993.
Durant son passage à la Chambre des communes, elle fut secrétaire parlementaire du ministre de l'Expansion industrielle régionale de 1984 à 1986, du ministre de la Santé nationale et du Bien-être social de 1986 à 1989, du ministre de l'Approvisionnement et des Services de 1989 à 1991, du Solliciteur général du Canada de 1991 à 1993 et à nouveau du ministre de la Santé nationale et du Bien-être social en 1993. Monique Bernatchez Tardif meurt le 2 octobre 2016 à son chalet au Lac Saint-Augustin situé dans la ville de Saint-Augustin-de-Desmaures. Elle avait 80 ans.